# Gröna vågen
Den tredje gröna vågen var en trend i Sverige under 1970-talet som innebar att fler människor, särskilt unga familjer, flyttade ut från storstäderna till landsbygden eller mindre orter. Gröna vågen är ett exempel på en ruraliseringstrend.

## Historik
Många ville leva ett enkelt liv utan moderna bekvämligheter och storstadsstress. Det var inte ovanligt bland dessa så kallade "grönavågare" att ha intresse för till exempel aktuella miljöfrågor eller alternativrörelsen. Frasen "gröna vågen" behöver dock inte avse flytt till ren landsbygd eller omoderna förhållanden, utan kan också avse utflyttningen från städerna till nybyggda villa- och radhusförorter under 1970-talet och åren däromkring[källa behövs]. Under denna tid minskade invånarantalet bland annat i Stockholms kommun.
Även senare trender av liknande karaktär har gått under samma namn.
Politiskt anses den tredje gröna vågen ha bidragit till det uppsving för Centerpartiet som ledde till att partiet stöddes av omkring en fjärdedel av väljarna i ett par riksdagsval (1973, 1976) och centerledaren Thorbjörn Fälldin blev statsminister 1976–1978 och 1979–1982. I gröna vågens slutfas, 1981, bildades Miljöpartiet de gröna.
Skogsnäs är ett exempel på en ort vars historia är tätt förknippad med gröna vågen.

### Gröna vågen 2.0
Under första decennierna av 2000-talet har nya trender med ruralisering uppstått med utflyttning till landsbygden med fokus på en högre grad av självförörjning och självhushållning. Fenomenet har benämnts som en ny grön våg, eller gröna vågen 2.0.

### Tidigare liknande trender
En första grön våg skedde mellan 1780-talet och 1820-talet i ett kulturklimat inspirerat av romantiken och Rousseau. Friluftsliv, vandring och utegymnastik blev på modet.
Mellan 1890-talet och 1920-talet inträffade en andra våg. Verksamheter ut i naturen organiserades då genom scoutingverksamhet, gymnastik- och idrottsföreningar, till exempel Ungdomsrörelsen i Sverige och Finland och Wandervogel i Tyskland.